# Duane Latimer
Duane Latimer (* 17. Januar 1963) ist ein kanadischer Westernreiter.

## Leben
Duane Latimer stammt aus einer Reiterfamilie in Alberta. Sowohl seine Eltern Wayne und Sharon Latimer als auch sein Bruder Dean Latimer sind erfolgreiche Westernreiter und Pferdetrainer. Außerdem züchtet sein Vater Wayne Quarter Horses und seine Mutter Sharon ist Pferdefotografin.
1986 heirateten Duane Latimer und Wendy Moisey. Das Paar hat drei Kinder Blain, Cody Lynn und Tyler.

## Werdegang
Duane Latimer arbeitete bei Bob Avila in Oregon. 1985 kehrte er nach Alberta, auf die Farm seiner Eltern, zurück. Latimer arbeitete für Lucio Ferrarini in Italien, Dave Belson in Arizona und Carol Rose in Gainesville, Texas. 1998 ging Latimer zu Bob Loomis nach Marietta (Oklahoma). Dort hatte er die Möglichkeit gute Pferde zu reiten, war sehr erfolgreich in Reining-Turnieren und erreichte 2003 den Status als One Million Dollar Rider, was bedeutet, dass er mit Preisgeldern zu diesem Zeitpunkt mehr als 1 Mio. $ bei NRHA-Turnieren verdient hatte.
Bei den Weltmeisterschaften 2006 in Aachen gewann Duane Latimer auf Hang Ten Surprize im Reining die Goldmedaille im Einzelwettbewerb. Mit der kanadischen Equipe gewann er zusammen mit François Gauthier, Luc Gagnon, Lance Griffin die Silbermedaille.
Bei den Weltmeisterschaften 2010 in Lexington (Kentucky) belegte er mit Dun Playin Tag im Einzel Rang 3 und mit dem Team Platz 5.
2014 erreichte Duane Latimer den Status eines NRHA Two Million Dollar Rider.
Er ist Trainer auf Corinna Schumachers XCS Ranch in Gordonville, Texas (Stand 2024).

## Pferde (Auszug)
- Dun Playin Tag American Quarter Horse
- Top Gun Whiz American Quarter Horse-Hengst
- The Great Whiz Wallach